# Helia macarioides
Helia macarioides är en fjärilsart som beskrevs av Heinrich Benno Möschler 1880. Helia macarioides ingår i släktet Helia och familjen nattflyn. Inga underarter finns listade i Catalogue of Life.